# Muhamad Syafa
Muhamad Afrizal Syafa (21 de junio de 2003) es un deportista indonesio que compite en bochas adaptadas. Ganó dos medallas en los Juegos Paralímpicos de París 2024.

## Palmarés internacional
| Juegos Paralímpicos | Juegos Paralímpicos | Juegos Paralímpicos | Juegos Paralímpicos      |
| Año                 | Lugar               | Medalla             | Prueba                   |
| ------------------- | ------------------- | ------------------- | ------------------------ |
| 2024                | París (Francia)     | Medalla de plata    | Equipo BC1-2 mixto       |
| 2024                | París (Francia)     | Medalla de bronce   | Individual BC1 masculino |